# William Clay Ford, Jr.
William Clay Ford, Jr., född 3 maj 1957, är en amerikansk företagsledare. Han är sonsonson till Henry Ford och är sedan 1999 styrelseordförande för Ford, från 2006 som arbetande styrelseordförande. 2001-2006 var han också verkställande direktör för Ford, och efterträddes av Alan Mulally.